# Marcatura isobarica
La marcatura isobarica è una strategia di quantificazione proteica che sfrutta l'uso di uno spettrometro di massa. È stata inventata dal Prof. Dr. Darryl Pappin, il cui lavoro è stato, poi, commercializzato, da Applied Biosystems col nome di iTRAQ. I peptidi o le proteine vengono marcate con vari gruppi chimici accomunati dall'essere isobari, ovvero dotati della medesima massa complessiva. Tuttavia una frammentazione condotta attraverso una spettrometria di massa tandem permette l'insorgenza di ioni provvisti di masse differenti che fungono da indicatori.

## Procedimento
In un esperimento di proteomica che sfrutta la metodologia bottom-up (a partire dai frammenti proteici ricostruisco la sequenza completa della proteina), viene sfruttata una proteasi (generalmente tripsina) per generare una frammentazione indotta del campione proteico. I frammenti vengono, dunque, marcati con l'etichetta isobarica, tipicamente sono marcatori che interagiscono con la regione ammino terminale dei peptidi. La reazione viene condotta attraverso l'uso di un gruppo N-idrossisuccinimmide (NHS), che può reagire con tre diversi gruppi funzionali amminoacidici. I campioni vengono, ora, mescolati in quantità equivalenti e viene effettuata una corsa con una cromatografia liquida-spettrometria di massa.
Viene effettuata la frammentazione e saranno prodotti: ioni sequenza-specifici che aiuteranno a determinare la sequenza peptidica, e ioni etichette-reporter, la cui abbondanza rispecchierà la quantità relativa dei peptidi nei campioni mescolati inizialmente.

## Disponibilità
Sono attualmente in commercio due tipologie di etichettatura isobarica: Etichette per la spettrometria tandem (tandem mass tags - TMT) ed etichette isobariche per la quantificazione relativa e assoluta (iTRAQ). I TMT sono disponibili in formato duplex, 6-plex e 10-plex, mentre l'iTRAQ è presente solo in formato 4-plex e 8-plex.